# كاريل باركر هاسكينز
كاريل باركر هاسكينز (بالإنجليزية: Caryl Parker Haskins)‏ هو مخترِع أمريكي، ولد في 1908، وتوفي في 2001.